# Vexillologi
Vexillologi er studiet af flag. Fagets udøvere er vexillologer. Udtrykket vexillologi blev skabt omkring 1957 af amerikaneren Whitney Smith, der regnes for nutidens fremmeste vexillolog og har skrevet mange bøger og artikler om emnet.
Ordet vexillologi er sammensat af det latinske ord vexillum og endelsen -(o)logi med betydningen "studiet af". Vexillum var en type flag, som de romerske legioner benyttede.
Der er adskillige nationale vexillologiske foreninger, som på verdensplan er samlet i FIAV (Fédération Internationale des Associations Vexillologiques) under ledelse af briten Graham Bartram. FIAV afholder hvert andet år "International Congress of Vexillology" (ICV 2003 var i Stockholm, ICV 2005 i Buenos Aires, Argentina, 2007 i Berlin). I de nordiske lande findes foreningen Nordisk Flagselskab der udgiver tidsskriftet Nordisk Flaggkontakt. En stor forening er North American Vexillological Association (NAVA), der dækker USA og Canada. Vexillologisk aktivitet på internet foregår især gennem Flags of the World's website og mailinglist.

## Eksterne links
- FOTW (Flags of the World)
- World Flag Database
- Nordisk Flagselskab
- Deutsche Gesellschaft für Flaggenkunde (Tyskland)
- Flag Institute (Storbritannien)
- NAVA (North American Vexillological association) (USA)
- Flag Research Center (USA) Arkiveret 16. juni 2016 hos  Wayback Machine

| Flag | Spire Denne artikel om flag eller vexillologi er en spire som bør udbygges. Du er velkommen til at hjælpe Wikipedia ved at udvide den. |